# Коэффициент отражения (оптика)
Коэффицие́нт отраже́ния — безразмерная физическая величина, характеризующая способность тела отражать падающее на него излучение. В качестве буквенного обозначения используется греческая {\displaystyle \rho } или латинская {\displaystyle R}.

## Определения
Количественно коэффициент отражения равен отношению потока излучения, отраженного телом, к потоку, упавшему на тело:
{\displaystyle \rho ={\frac {\Phi }{\Phi _{0}}}.}
Сумма коэффициента отражения и коэффициентов поглощения, пропускания и рассеяния равна единице. Это утверждение следует из закона сохранения энергии.
В тех случаях, когда спектр падающего излучения настолько узок, что его можно считать монохроматическим, говорят о монохроматическом коэффициенте отражения. Если спектр падающего на тело излучения широк, то соответствующий коэффициент отражения иногда называют интегральным.
В общем случае значение коэффициента отражения тела зависит как от свойств самого тела, так и от угла падения, спектрального состава и поляризации излучения. Вследствие зависимости коэффициента отражения поверхности тела от длины волны падающего на него света визуально тело воспринимается как окрашенное в тот или иной цвет.

## Коэффициент зеркального отраженияρr(Rr){\displaystyle \rho _{r}~(R_{r})}
Характеризует способность тел зеркально отражать падающее на них излучение. Количественно определяется отношением зеркально отраженного потока излучения {\displaystyle \Phi _{r}} к падающему потоку:
{\displaystyle \rho _{r}={\frac {\Phi _{r}}{\Phi _{0}}}.}
Зеркальное (направленное) отражение происходит в тех случаях, когда излучение падает на поверхность, размеры неровностей которой пренебрежимо малы по сравнению с длиной волны излучения.
Различают отражение от электропроводных поверхностей, например, металлических зеркал и отражение от диэлектрических поверхностей, например, стеклянных. При отражении от раздела двух диэлектрических сред с показателями преломления {\displaystyle n_{1}} и {\displaystyle n_{2}} в случае нормального падения коэффициент отражения {\displaystyle \rho _{r}} выражается:
{\displaystyle \rho _{r}=\left({\frac {n_{1}-n_{2}}{n_{1}+n_{2}}}\right)^{2},}
причём его значение при нормальном падении не зависит от направления распространения излучения — из среды с бо́льшим показателем преломления в среду с меньшим показателем преломления или наоборот.
При косом падении излучения на плоскую поверхность раздела двух диэлектрических сред коэффициент отражения зависит от угла падения, в частности, при полном внутреннем отражении становится равным 1. Соотношения мощностей отраженного и проходящего потоков даются формулами Френеля.

## Коэффициент диффузного отраженияρd(Rd){\displaystyle \rho _{d}~(R_{d})}
Характеризует способность тел диффузно отражать падающее на них излучение — отражение от матовых поверхностей. Количественно определяется отношением диффузно отраженного потока излучения {\displaystyle \Phi _{d}} к падающему потоку:
{\displaystyle \rho _{d}={\frac {\Phi _{d}}{\Phi _{0}}}.}
Если одновременно происходят и зеркальное, и диффузное отражения, то коэффициент отражения {\displaystyle \rho } является суммой коэффициентов зеркального {\displaystyle \rho _{r}} и диффузного {\displaystyle \rho _{d}} отражений:
{\displaystyle \rho =\rho _{r}+\rho _{d}.}